# Абдыманапов, Альмухан
Амульхан Абдыманапов (1912, Аулиеатинский уезд, Сырдарьинская область, Туркестанский край, Российская империя — неизвестно, Джамбулская область, Казахская ССР) — бригадир полеводческой бригады овцеводческого совхоза имени Ленина Министерства совхозов СССР, Джамбулская область, Казахская ССР. Герой Социалистического Труда (1948).

## Биография
Родился в 1912 году в крестьянской семье в одном из сельских населённых пунктов Аулиеатинского уезда. Во время коллективизации вступил в овцеводческий совхоз имени Ленина Луговского района, где трудился звеньевым, бригадиром полеводческой бригады. Обеспечивал зерновыми совхозное стадо.
В 1947 году бригада под его руководством собрала в среднем с каждого гектара по 31,28 центнеров пшеницы с площади 100 гектаров. Указом Президиума Верховного Совета СССР от 3 мая 1948 года удостоен звания Героя Социалистического Труда за «получение высоких урожаев пшеницы в 1947 году» с вручением ордена Ленина и золотой медали «Серп и Молот» (№ 1877).
Этим же указом званием Героя Социалистического Труда были награждены директор совхоза имени Ленина Александр Яковлевич Филиков, старший механик Алексей Иванович Чижов и звеньевой его бригады Тельтай Даутов.
С 1957 года — чабан колхоза «Путь коммунизма», созданного на основе совхоза имени Ленина Луговского района.
В 1967 году вышел на пенсию. Проживал в Джамбулской области. Дата смерти не установлена.